# Bogey
Bogey es una serie española de historietas de género policiaco ambientado en un mundo futurista, protagonizada por el personaje homónimo Bogey Nicolson. Guionizada por Antonio Segura y dibujada por Leopoldo Sánchez, inicialmente autoeditada en formato álbum por este último, posteriormente se publicaría en las revistas Cimoc y K.O. Comics, antes de su recopilación en otros dos álbumes.

## Trayectoria editorial
Durante el boom del cómic para adultos de los años 80 del siglo XX en España, un joven guionista llamado Antonio Segura creó en 1979 entre otros personajes memorables como Hombre, Orka o Sarvan, al detective privado Bogey, en colaboración con Leopoldo Sánchez, para un proyecto de revista titulada "Kraken" que no llegó a aparecer.
Inicialmente, al no conseguir editor, Leopoldo Sánchez decide autopublicar en enero de 1981 su primer álbum, Bogey: Adiós muñeca! & El hombre que floreció.
Poco después, los autores lograron vender la serie a Norma, continuando así la publicación en la revista Cimoc a partir de diciembre de 1981, posteriormente en la revista K.O. Comics durante su corta existencia en 1984, y finalmente y de forma muy breve de vuelta en Cimoc, recopilándose la mayor parte de las historias en dos álbumes publicados por Norma.
La serie, a pesar de disfrutar de cierto éxito, pues fue sindicada en otros países como el Reino Unido o Italia (revista Skorpio), no tuvo continuidad, principalmente debido a la crisis del cómic español de finales de los años 80.

## Argumento
Serie policiaca ambientada en un mundo de ciencia ficción, Bogey se desarrolla en un futuro cercano en el que al protagonista, un detective privado cínico, descarado, duro y violento, le caen los casos más comprometedores y debe destapar los trapos más sucios.

## Influencia
Según cuenta Dave Gibbons en una entrevista publicada en el blog 'Con C de Arte', las historias de Bogey publicadas en la revista inglesa Warrior influenciaron el diseño de página de Watchmen.

## Ediciones

### RevistaCimoc
- n.º 9: Only you
- n.º 10, 11: H.P. (relato en 2 partes)
- n.º 12: Adiós, muñeca!
- n.º 16: Aquellos viejos tiempos
- n.º 17: El largo transcurso de la eternidad
- n.º 18: "Tutti frutti"
- n.º 19: "As time goes by"
- n.º 21: Las plumas de la serpiente
- n.º 27: ¡Cuéntemelo, Sr. Bogey!
- n.º 34: "El Dandy" (episodio en color)
- n.º 37: La dama del castillo
- Especial n.º 1 Serie Negra: El hombre que floreció

### RevistaK.O. Cómics
- n.º 1 al 3: Nunca jamás (relato en 3 entregas)

### Álbumes
- Bogey: Adiós muñeca! & El hombre que floreció (Autoedición, 1980)
- Bogey: Archivo secreto del comisario Kelele (Colección Cimoc n.º 4, Norma 1983). Recopilación de las siguientes historias:

1. “Only You”, aparecida previamente en Cimoc n.º 9
2. “H.P.” , aparecida previamente en Cimoc n.º 10 y n.º 11
3. “Aquellos viejos tiempos”, aparecida previamente en Cimoc n.º 16
4. “El largo transcurso de la eternidad” , aparecida previamente en Cimoc n.º 17
5. “As time goes by” , aparecida previamente en Cimoc n.º 19

- Bogey: Nunca jamás (El Muro n.º11 , Norma 1991). Recopilación de las historia publicada previamente en tres entregas en la revista K.O. Comics.